# Rosé d'Anjou

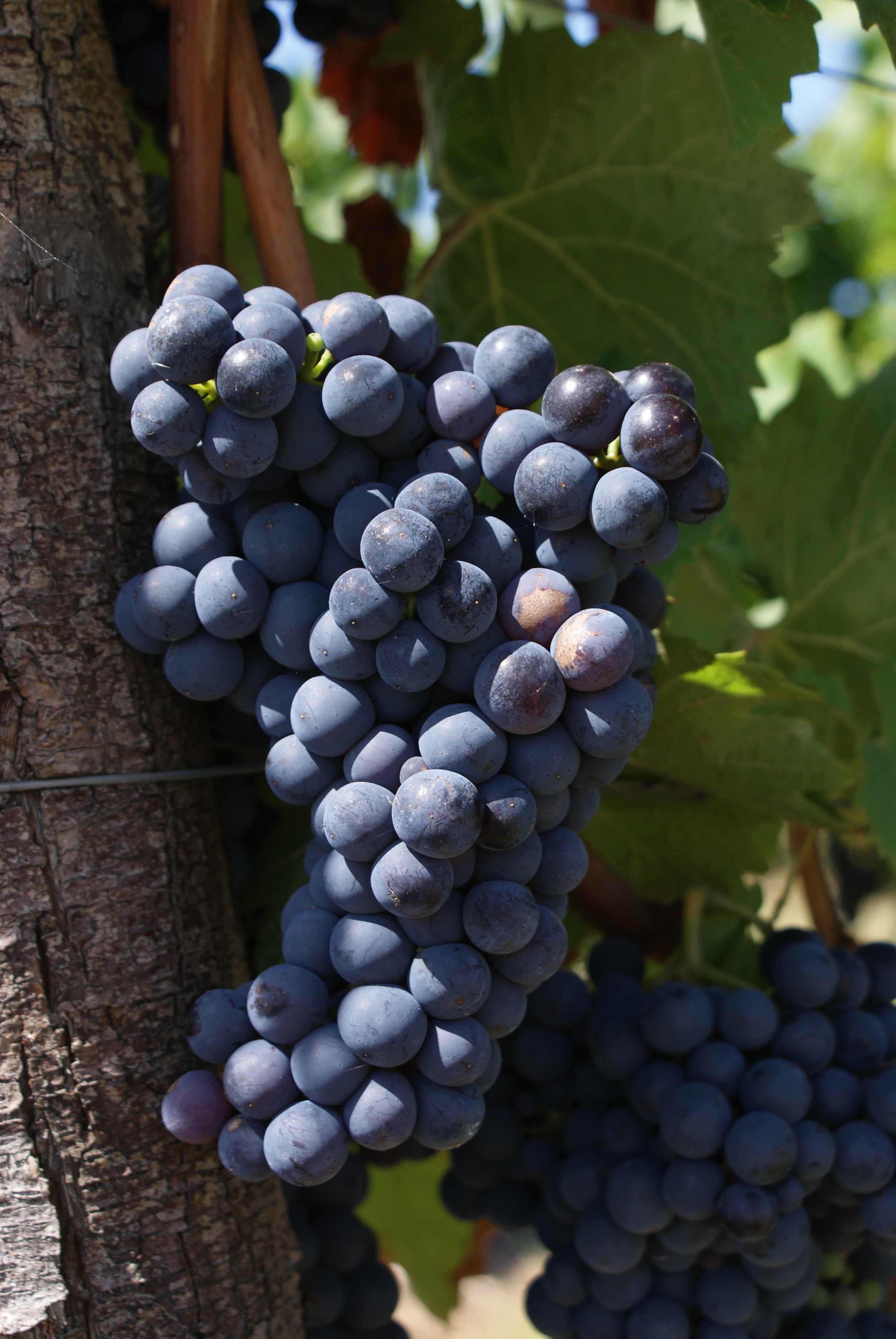

Le rosé d'Anjou est un vin rosé français d'appellation d'origine contrôlée produit dans l'Anjou, une subdivision du vignoble de la vallée de la Loire
Vin avec une robe rose intense et douce en bouche. 